# 布山県
布山県（ふざん-けん、中: 布山縣）は中国にかつて存在した県。現在の広西チワン族自治区貴港市に比定される。
前214年、秦朝により布山県を設置した。606年（大業2年）に鬱林県に編入され、布山県の行政名称は消滅した。